# Adonisea riojana
Adonisea riojana är en fjärilsart som beskrevs av Eugenio Giacomelli 1922. Adonisea riojana ingår i släktet Adonisea och familjen nattflyn. Inga underarter finns listade i Catalogue of Life.